# La giostra sul 2
La giostra sul 2 è stato un programma televisivo italiano di genere varietà, andato in onda nella fascia del mezzogiorno del day-time su Rai 2 dal lunedì 9 a venerdì 27 agosto del 2010, con la conduzione di Valerio Merola e la partecipazione di Veridiana Mallmann e Gegia. Nel cast erano presenti anche alcune showgirl, quali Elena Morali e Carlotta Maggiorana.